# Johann Friedrich Franz Burgmüller
Johann Friedrich Franz Burgmüller (Ratisbona, Alemania, 4 de diciembre de 1806 - Beaulieu, Francia, 16 de febrero de 1874) fue un pianista y compositor alemán.
Tanto su padre August como su hermano Norbert fueron igualmente compositores. Su padre era director de teatro musical en Weimar y de otros lugares de Alemania. En 1836 Johann se mudó a París, donde residiría hasta su muerte. Allí adoptó la música parisina y desarrolló su suave estilo de ejecución musical. Escribió muchas piezas de música de salón para piano y publicó diversas partituras. Burgmüller también compuso estudios descriptivos de piano enfocados para niños. 

## Obra musical
Es conocido por sus estudios y otros trabajos para estudiantes de piano. En particular, selecciones de sus Op. 68, 76, 100, y 105, así como su Balada aparecen en una amplia variedad de colecciones educativas. Además de dichas piezas de piano, compuso trabajos sin número de opus, incluyendo variaciones, valses, nocturnos y polonesas. Compuso trabajos para orquesta de cámara y dos ballets: La Péri y Lady Harriet.
En su época fue famoso por su numerosa producción de bailes de salón y ballets, caídos hoy en el olvido. Por el contrario, su opus 100, que consta de veinticinco estudios fáciles, es muy apreciado por los que aprenden el piano a nivel de conservatorio. Normalmente se interpretan cinco o seis piezas: Candidez, Inocencia, Arabesco, Douce Plainte, Inquietud, Agitato y Progreso.